# OO Aquilae
OO Aquilae (OO Aql) es una estrella binaria en la constelación del Águila.
Se localiza 46' al noroeste de Altair (α Aquilae) y 1º23' al sur de Tarazed (β Aquilae).
Su distancia respecto al sistema solar es de 131 pársecs o 427 años luz.
OO Aquilae es una binaria de contacto de tipo espectral F9V —también catalogada como G5V— cuya relación de masas entre componentes, q, es igual a 0,85.
La estrella primaria tiene una temperatura efectiva de 6093 ± 152 K y es 2,4 veces más luminosa que el Sol.
Su radio equivale a 1,39 radios solares y su masa es apenas un 7% mayor que la del Sol.
La estrella secundaria tiene una temperatura de 5871 ± 140 K y su luminosidad es un 77% superior a la luminosidad solar.
Tiene un radio un 29% más grande que el del Sol y una masa de 0,90 masas solares.
La separación entre ambas estrellas es de sólo 0,0156 UA.
OO Aquilae constituye una binaria eclipsante cuyo brillo fluctúa entre magnitud aparente +9,20 y +9,90 a lo largo de su período orbital de 0,5068 días.
El plano orbital está inclinados 94° respecto al plano del cielo.